# Expedición de Francisco Hernández de Toledo (1570-1577)

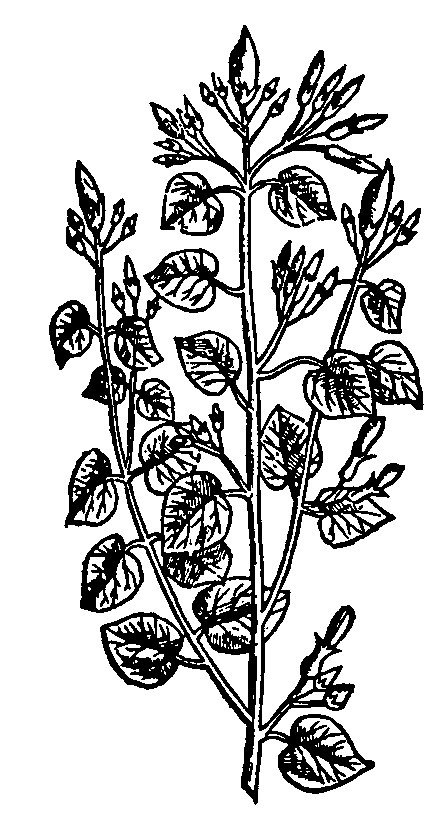
Ilustración de Rivea corymbosa en una edición del Rerum medicarum Novae Hispaniae thesaurus, seu plantarum, animalium, mineralium historia, de la que se atribuye la autoría a Francisco Hernández.

La expedición de Francisco Hernández de Toledo también conocida como Comisión de Francisco Hernández a Nueva España está considerada como la primera expedición científica al Nuevo Mundo, dirigida por Francisco Hernández de Toledo, un médico y naturalista del tiempo de Felipe II, de gran fama en España por sus trabajos en plantas medicinales.
Entre algunos de los resultados más importantes de la expedición fueron los descubrimiento y la subsiguiente introducción en Europa de una cantidad increíble de plantas nuevas desconocidas en el Viejo Mundo, y que tuvieron una pronta y gran aceptación como la piña, el grano de cacao, el maíz, y un largo etcétera.

## Expedición
El 11 de enero de 1570 Hernández fue nombrado "protomédico general de las Indias" por Felipe II para dirigir una expedición científica a América para estudiar las plantas medicinales de la región. En agosto de 1571 partió para el Nuevo Mundo, junto con su hijo, y desembarcó en febrero de 1572 en Veracruz. Durante tres años recorrió México y América Central junto con un geógrafo, pintores, botánicos y médicos nativos, recogiendo y clasificando especímenes botánicos. También estudió la cultura y las prácticas medicinales del pueblo Nahuas, tomando notas y preparando las numerosas ilustraciones ayudado por tres pintores indígenas que habían sido bautizados como Antón, Baltazar Elías y Pedro Vázquez.

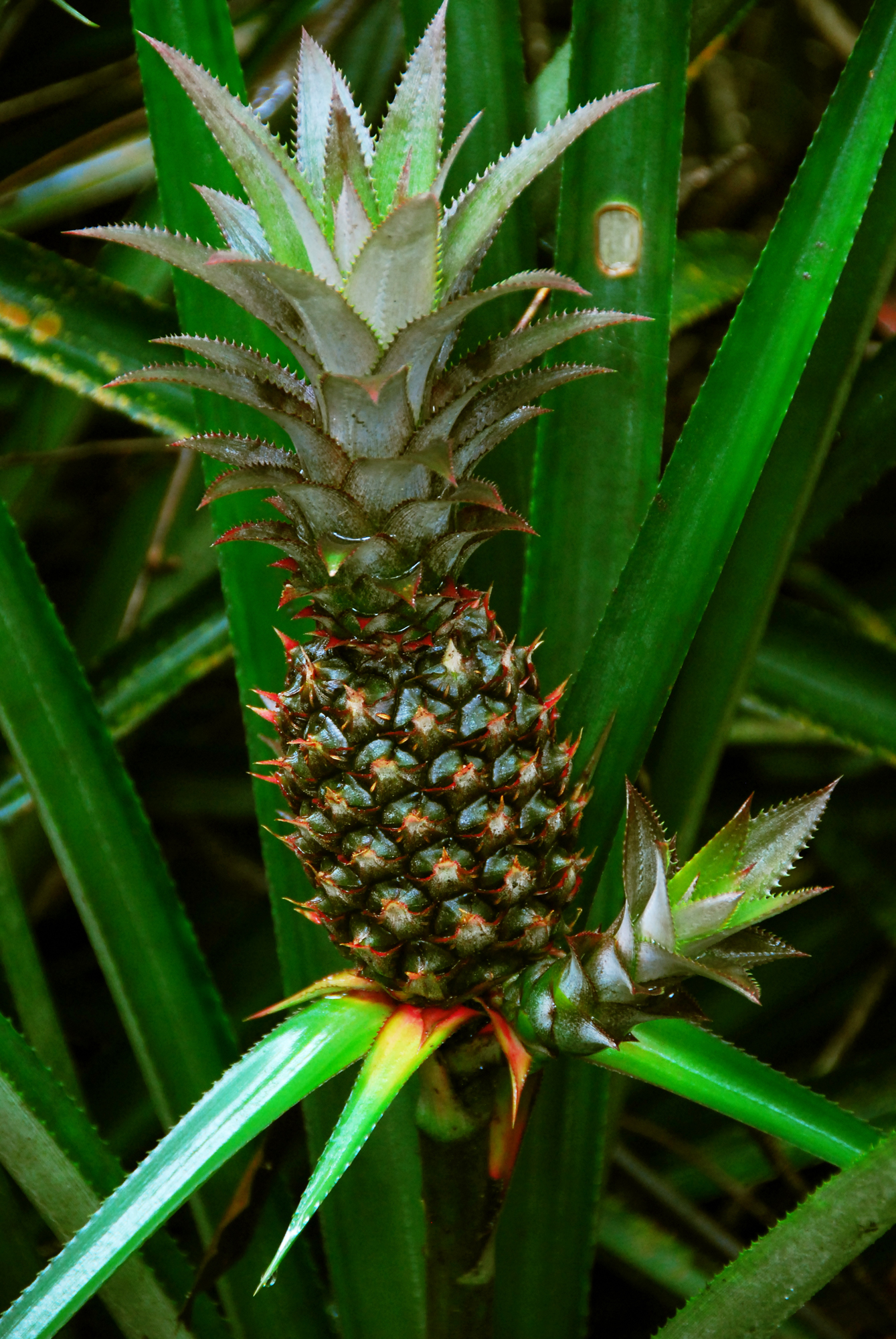
Fruta de piña

Entre los especímenes botánicos la expedición descubrió la piña, el cacao (conocido localmente como cacahuatl), maíz, Guaiacum officinale, Smilax regelii, Strychnos nux-vomica, la fruta de la pasión, y varias plantas con alucinógenos, que se utilizaban en rituales, como el peyote.
Desde marzo de 1574 hasta su regreso a España en 1577, Hernández vivió en México donde llevó a cabo numerosas pruebas médicas de las plantas, reuniendo todos los saberes en una gran recopilación de datos. En 1576 durante la gran epidemia que afectó a los aztecas, Hernández realizó autopsias en el Hospital Real de San José de los Naturales en colaboración con cirujano Alonso López de Hinojosos y el médico Juan de la Fuente. Hernández describió los síntomas con exactitud clínica.
Hernández también llevó a cabo la traducción al español del tratado de Historia Natural de Plinio el Viejo. 
Su obra abarca un trabajo impresionante, compuesto de 24 libros de plantas, uno sobre la fauna, uno de minerales, y diez volúmenes de pinturas e ilustraciones que se trajo a España para ser publicado. José de Acosta calculó que el coste total de la expedición representó aproximadamente 60,000 ducados, una suma enorme para ese tiempo.

## Publicaciones
Hernández regresó a España en 1577 trayendo con él una cantidad grande de semillas y plantas vivas. Preparó una breve introducción que fue impresa, pero murió antes de que pudiera ver su trabajo completo publicado. Todo el material se guardó en la biblioteca del Monasterio de El Escorial, pero la mayor parte de este legado se ha perdido debido a un incendio que se originó casi un siglo más tarde. Las numerosas descripciones de Hernández incluidas muchísimas plantas desconocidas sin su ilustración o su planta correspondiente se ha quedado incomprensible. 
La recopilación fue finalmente publicada en México en 1615 bajo el nombre de Quatro libros de la Naturaleza, y virtudes de las plantas y animales que están reunidos en el uso de Medicina en la Nueva España, y el Método, y corrección, y preparación, que para administrallas se requiere con lo que el Doctor Francisco Hernández escrito en lengua latina por el monje Dominico Francisco Ximénez.